# Viljo Halme
Karl Viljo Halme, mais conhecido como Viljo Halme (Helsínquia, 24 de janeiro de 1907 — Helsínquia, 21 de outubro de 1981) foi um futebolista finlandês que atuava como goleiro.

## Carreira
Halme começou sua carreira no lado da classe trabalhadora de Helsínquia, Jyry, jogando na série Campeonato da Federação dos Trabalhadores Finlandeses (TUL). Devido à Guerra Civil de 1918, o futebol finlandês foi dividido, a TUL e a Associação de Futebol da Finlândia (SPL) tinham suas próprias ligas e a equipe nacional era composta apenas por jogadores da SPL.
Halme representou a Seleção TUL de futebol no Spartakiad de Verão de 1928 em Moscou, embora o TUL social-democrata proibiu seus atletas de participar dos jogos do comunista Red Sports International. Todos os atletas que competiram no Spartakiad foram dispensados do TUL, e Halme ficou sem time.
Em 1931, Halme mudou para a ″burguesia″ HJK, o que o tornou elegível para a seleção nacional. Halme estreou pela Finlândia contra a Suécia em outubro de 1932. Na seleção Finlandesa nos Jogos Olímpicos de Verão de 1936, Halme foi um dos oito ex-jogadores da TUL que desertaram para o time da Federação Finlandesa de Futebol.

## Títulos de clube
- Campeonato Finlandês de Federação dos Trabalhadores da Finlândia: 1936